# Torrie Wilson
Torrie Anne Wilson (n. 24 iulie 1975) este o actriță, fotomodel și fostă wrestleriță americană. Ea e cel mai bine cunoscută pentru perioada în care a evoluat în World Championship Wrestling (WCW) și World Wrestling Entertainment (WWE).
În afară de wrestling-ul profesionist, Wilson a mai apărut pe copertele câtorva reviste, inclusiv FHM și Playboy (pentru care a pozat de două ori).